# Felipe Borges
Felipe Borges Dutra Ribeiro (São Bernardo do Campo, 4 de maio de 1985) é um jogador brasileiro de handebol.

## Trajetória esportiva
Praticou vários esportes na infância e começou a jogar handebol nas aulas de educação física, no Colégio São José.
Em 1997, recebeu um convite da Metodista para integrar as equipes de base, e lá jogou por dez anos. Também atuou no Pinheiros; no Zaragoza e no León, da Espanha; e no Montpellier Agglomération Handball, da França.
Fez parte da seleção brasileira campeã dos Jogos Pan-Americanos de 2007 no Rio de Janeiro e conquistou medalha de prata nos Jogos Pan-Americanos de 2011 em Guadalajara.
Participou dos Jogos Olímpicos de Pequim em 2008, onde o Brasil alcançou a décima primeira colocação.
O jogador estaria presente na equipe que disputou os Jogos Olímpicos do Rio de Janeiro em 2016, mas acabou sendo cortado por conta de uma lesão no ombro que aconteceu quando ele defendia o país no Campeonato Pan-Americano.

### Clubes em que atuou
- Metodista/ São Bernardo (Brasil)                 Temporadas 1997 a 2007.
- CAI Balonmano Aragon  (Espanha)             Temporadas 2007-2008 e 2008-2009.
- Metodista/ São Bernardo (Brasil)                  2009 (6 meses).
- Esporte Clube Pinheiros, (Brasil)                  Temporada 2010-2011.
- Real Ademar de León ( Espanha)                 Temporadas 2011-2012 / 2012-2013.
- Montpellier (França)                                      Temporadas 2013 / 2014 - 2014/2015 - 2015/2016.
- Tremblay-en-France (França)                       Temporadas 2018-2019 / 2019-2020.

### Destaques na carreira
- Prêmio Brasil Olímpico, dado pelo COB, em 2006
- Campeão paulista de 1997, 1998, 1999, 2000, 2001, 2002, 2003, 2004, 2005, 2006
- Campeão brasileiro de 2001, 2002, 2004, 2005
- Melhor ponta esquerda da América na Rio 2007.
- 3º artilheiro do mundial da Croácia/2009 (61 gols)
- Participação no jogo das Estrelas da Asobal 2007/2008 - 2008/2009.

### Atleta da seleção brasileira de handebol  com 210 jogos - 730 gols.
Participação Olimpiadas Pequim 2008 (10º) 

### Campeonatos Mundiais
(Alemanha 2007- 21º / Croacia 2009- 21º / Suecia 2011- 21º / Espanha 2013- 13º/ Qatar 2015- 16º / Alemanha/Dinamarca 2019- 9º). 

### Campeonatos Mundiais Junior
(Brasil 2003- 8º / Hungria 2005- 16º).

### Jogos Panamericanos
(Rio de Janeiro 2007- 1º / Guadalajara 2011- 2º / Toronto 2015- 1º / Lima 2019- 3º).

### Camp.Panamericano
(Aracaju 2006- 1º / São Carlos 2008- 1º/ Santiago 2010- 2º / Buenos Aires 2012- 2º / Buenos Aires 2016- 1º/ Nuuk 2018- 2º ).

### Camp Sul-americano
(Medellín 2010- 1º / Cochabamba 2018- 1º).

### Super Globe
(Egito 2007- 4º / Qatar 2011- 5º )